# Stokes-Nationalpark
Der Stokes-Nationalpark (englisch Stokes National Park) ist ein 106 Quadratkilometer großer Nationalpark im Süden von Western Australia, Australien.

## Lage
Der Park liegt 550 Kilometer östlich von Perth und 80 Kilometer westlich von Esperance. Auf einer Länge von 70 Kilometern verläuft er entlang der Südküste Australiens. Der Bereich um das Stokes Inlet kann über die gleichnamige, sechs Kilometer lange Schotterstraße vom South Coast Highway erreicht werden. Alle anderen Einrichtungen im Park sind nur mit dem Boot oder Allradfahrzeug zugänglich.

## Geschichte
Das Stokes Inlet und der Lort River wurden 1848 vom Surveyor-General John Septimus Roe nach seinem Freund John Lort Stokes benannt. Ab 1860 wurde das Gebiet des heutigen Nationalparks vor allem zur Schafzucht genutzt. Von einem alten Farmhaus, dem Moir Homestead, sind noch heute die Grundmauern zu sehen. Etwas später, gegen Ende des 19. Jahrhunderts, nutzten Goldsucher den Bereich um Fanny Cove, um zu den Goldfeldern bei Norseman und Dundas zu gelangen.

## Stokes Inlet
Östlich von Albany ist das Stokes Inlet, das größte Flussmündungssystem und eines der wenigen, die während der Zeit, wenn der Zugang zum Meer durch eine Sandbank versperrt ist, nicht austrocknen. Diese natürliche Barriere kann oftmals über Jahre bestehen. Wenn sie dann bricht, öffnet sich der Zugang zum Meer meist nur für wenige Wochen. Dies hat zur Folge, dass der Wasserspiegel und Salzgehalt in dem 14 Quadratkilometer großen Ästuar stark variieren – abhängig sowohl vom Zufluss aus Lort und Young River, als auch der Verdunstungsrate.